# Хамемелюм
Хамеме́люм (лат. Chamaemélum) — небольшой род травянистых растений семейства Астровые (Asteraceae). Самый известный представитель — типовой вид рода Ромашка римская (Chamaemelum nobile), популярное лекарственное растение в народной медицине.
Научное латинское название рода произошло от греческих слов, обозначающих «маленький» и «яблоко», что объясняется слабым ароматом цветков, напоминающим запах спелых яблок.

## Таксономия

### Виды
Род включает два вида:
- Chamaemelum fuscatum (Brot.) Vasc.
- Chamaemelum nobile (L.) All. typus[3] — Ромашка римская, или Пупавка благородная, или Хамемелюм благородный